# Thor Hushovd
Thor Hushovd, né le 18 janvier 1978 à Grimstad, est un ancien coureur cycliste norvégien. Il a été champion du monde de cyclisme sur route à Geelong, en Australie en 2010 et a remporté le maillot vert du Tour de France en 2005 et 2009. Il dispose d'un total de dix victoires d'étape sur le Tour de France. Il est devenu professionnel en 2000 dans l'équipe française Crédit agricole dont il a été membre jusqu’à sa disparition en 2008. Il a ensuite rejoint pour deux saisons l'équipe suisse Cervélo Test jusqu'à sa fusion avec l'équipe Garmin-Transitions qui devient alors Garmin-Cervélo pour la saison 2011. En 2010, il a créé sa propre équipe cycliste, Plussbank Cervélo. L'équipe vise à développer des talents en provenance du sud de la Norvège. Il signe un contrat avec l'équipe BMC Racing pour la saison 2012.
Au début de sa carrière, il était surtout connu comme sprinteur et s'est également distingué lors de classiques, terminant deux fois sur le podium de Paris-Roubaix.

## Carrière

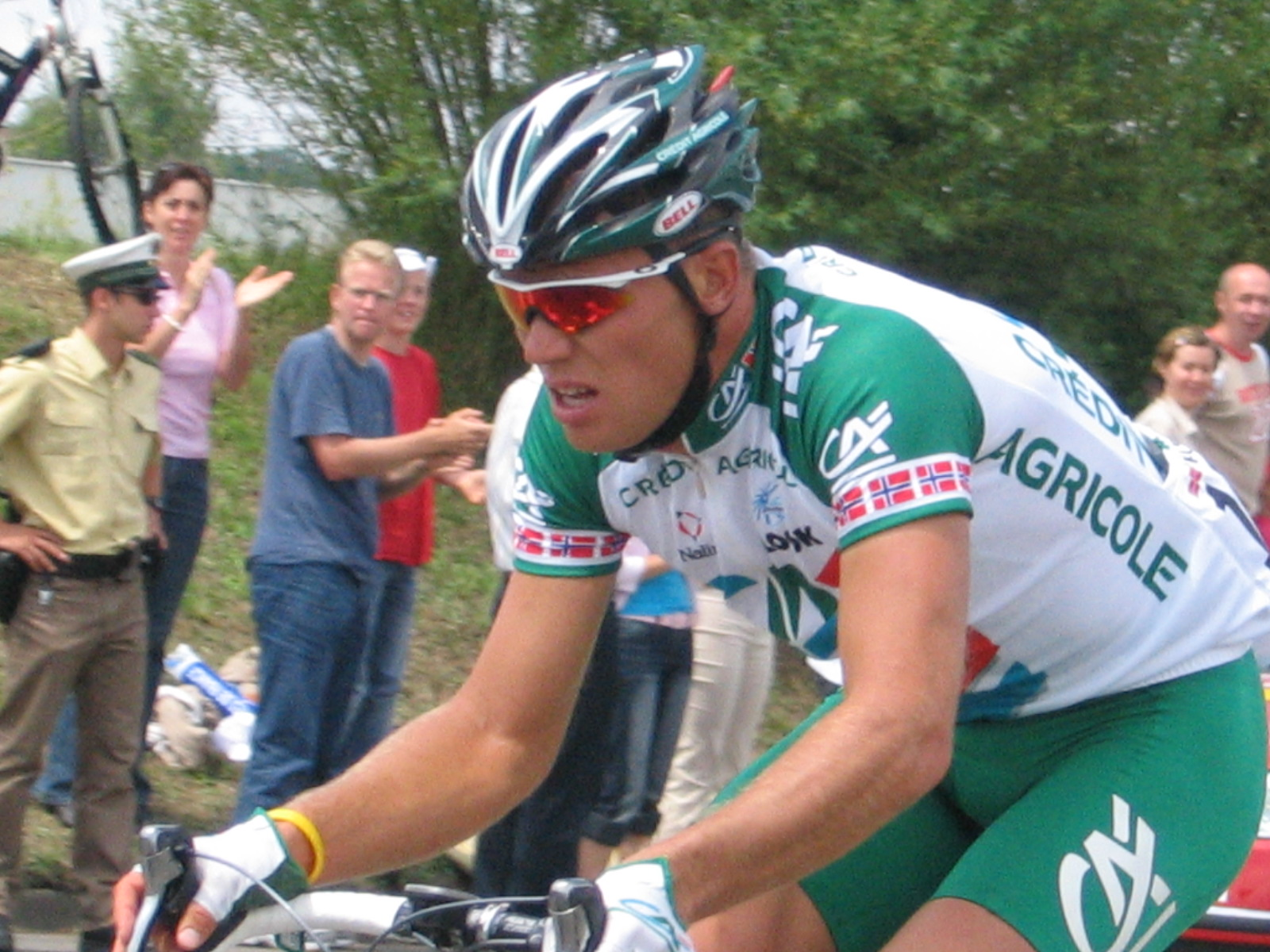
Thor Hushovd au Tour de France 2005

### Jeunesse et carrière amateur
Thor Hushovd décide de commencer le cyclisme à l'âge de neuf ans. Son frère aîné, plus âgé de trois ans, pratique le cyclisme à partir de l'âge de dix ans. Leur famille les accompagne lors des courses, jusqu'à l'âge de 16 ans pour Thor Hushovd. Il bénéficie des conseils de Dag Otto Lauritzen, ancien coureur professionnel et vainqueur d'étape du Tour de France,,.
En 1995 et 1996, il court en catégorie junior. Dans cette catégorie, il est champion de Scandinavie et de Norvège du contre-la-montre en 1995 et 1996, champion de Norvège la course en ligne en 1996 et dixième du championnat du monde du contre-la-montre en 1996.
Membre du Ringerike SK et entraîné par l'ancien coureur professionnel norvégien Atle Kvålsvoll, Thor Hushovd est un des meilleurs coureurs mondiaux dans la catégorie des moins de 23 ans en 1998. Aux championnats du monde à Valkenburg aux Pays-Bas, il remporte la médaille d'or du contre-la-montre et se classe cinquième de la course en ligne. Durant cette saison, il remporte également le Paris-Roubaix espoirs, Paris-Tours espoirs, et se classe deuxième du Grand Prix des Nations espoirs, cinquième du championnat d'Europe du contre-la-montre dans cette catégorie et septième de la Ronde de l'Isard. En 1999, Thor Hushovd remporte le Ringerike Grand Prix gagne plusieurs courses en France : Annemasse-Bellegarde, le Grand prix de Vougy, le classement général et trois étapes du Tour du Loir-et-Cher, deux manches de la Mi-août bretonne et de la Transalsace. Il est à nouveau cinquième de la Ronde de l'Isard. À cette époque, Hushovd surprend par sa capacité à être performant dans les courses difficiles malgré un gabarit (1,83 m pour 82 kg) qui ne correspond pas à celui d'un grimpeur et est doté d'une VO2max de 85,4 ml/min/kg. Kvålsvoll déclare à son sujet : « je ne connais personne avec les mêmes ressources physiques ». Mads Kaggestad, de son côté, compare les caractéristiques physiques d'Hushovd à celles de Miguel Indurain. Membre du club du CSM Persan, il fait l'objet d'attention de plusieurs équipes professionnelles et décide de rejoindre l'équipe française du Crédit agricole, qui l'engage d'abord comme stagiaire avant un passage en professionnel prévu pour l'année suivante. En fin de saison, il est sixième du championnat du monde du contre-la-montre espoirs.

### 2000-2008: Crédit agricole

#### 2000: Première saison professionnelle
Thor Hushovd passe professionnel au sein de l'équipe Crédit agricole en 2000.Il gagne cinq courses durant cette première saison : trois étapes du Ringerike Grand Prix, une étape du Tour de l'Oise et de Picardie et le prologue du Tour de l'Ain. Il est également deuxième du Ringerike GP, deuxième du Grand Prix de Denain, quatrième du Tour de Bavière. Il participe à plusieurs manches de la Coupe du monde dont Paris-Roubaix (63e), Paris-Tours (75e), et la HEW Cyclassics dont il prend la cinquième place. Il est sélectionné en équipe de Norvège pour les Jeux olympiques à Sydney, où il se classe septième du contre-la-montre, et pour les championnats du monde où il est 22e du contre-la-montre et 109e de la course en ligne.

#### 2001: Première participation au Tour de France
Toujours dans la même équipe, Thor Hushovd remporte le Tour de Normandie ainsi que trois étapes de cette épreuve. Ces victoires amènent son directeur sportif Roger Legeay à le sélectionner pour le Tour de France. Il fait partie de l'équipe qui remporte le contre-la-montre par équipes de la 5e étape, mais il doit abandonner durant la 12e étape à cause d'une blessure au genou provoquée après une collision avec un arbre plus tôt dans la semaine.

#### 2002: vainqueur d'étape sur le Tour de France
Le 26 juillet 2002, il remporte sa première victoire d'étape sur le Tour de France après avoir battu Christophe Mengin au sprint à quelques mètres de la ligne d'arrivée de la 18e étape. Il est le premier norvégien depuis Dag Otto Lauritzen en 1987 à réaliser cette performance.

#### 2003
2003 est une année chaotique pour lui au niveau des résultats. En début de saison, il souffre de surentraînement et perd le vårklassikerne[Quoi ?]. Il manque également la dernière partie de saison, à cause d'un problème à la valve mitrale en raison d'un accident.

#### 2004: Premier Norvégien en jaune sur le Tour de France
En 2004, il remporte le championnat de Norvège sur route et la Coupe de France. Lors de la deuxième étape du Tour de France, il est le premier Norvégien à revêtir le maillot jaune. Il remporte également la 8e étape qui rallie Lamballe à Quimper.    

#### 2005: Maillot vert du Tour de France
En 2005 il gagne une étape du Tour de Catalogne, des Quatre Jours de Dunkerque, du Critérium du Dauphiné libéré et du Tour du Limousin. Il termine également troisième de Milan-San Remo et devient champion de Norvège du contre-la-montre pour la troisième fois. Lors du Tour de France, il remporte le maillot vert malgré le fait qu'il n'a pas gagné une seule étape. Sur le Tour d'Espagne, il remporte la 5e étape et porte le maillot bleu du classement par points avant d'abandonner après dix étapes.

#### 2006

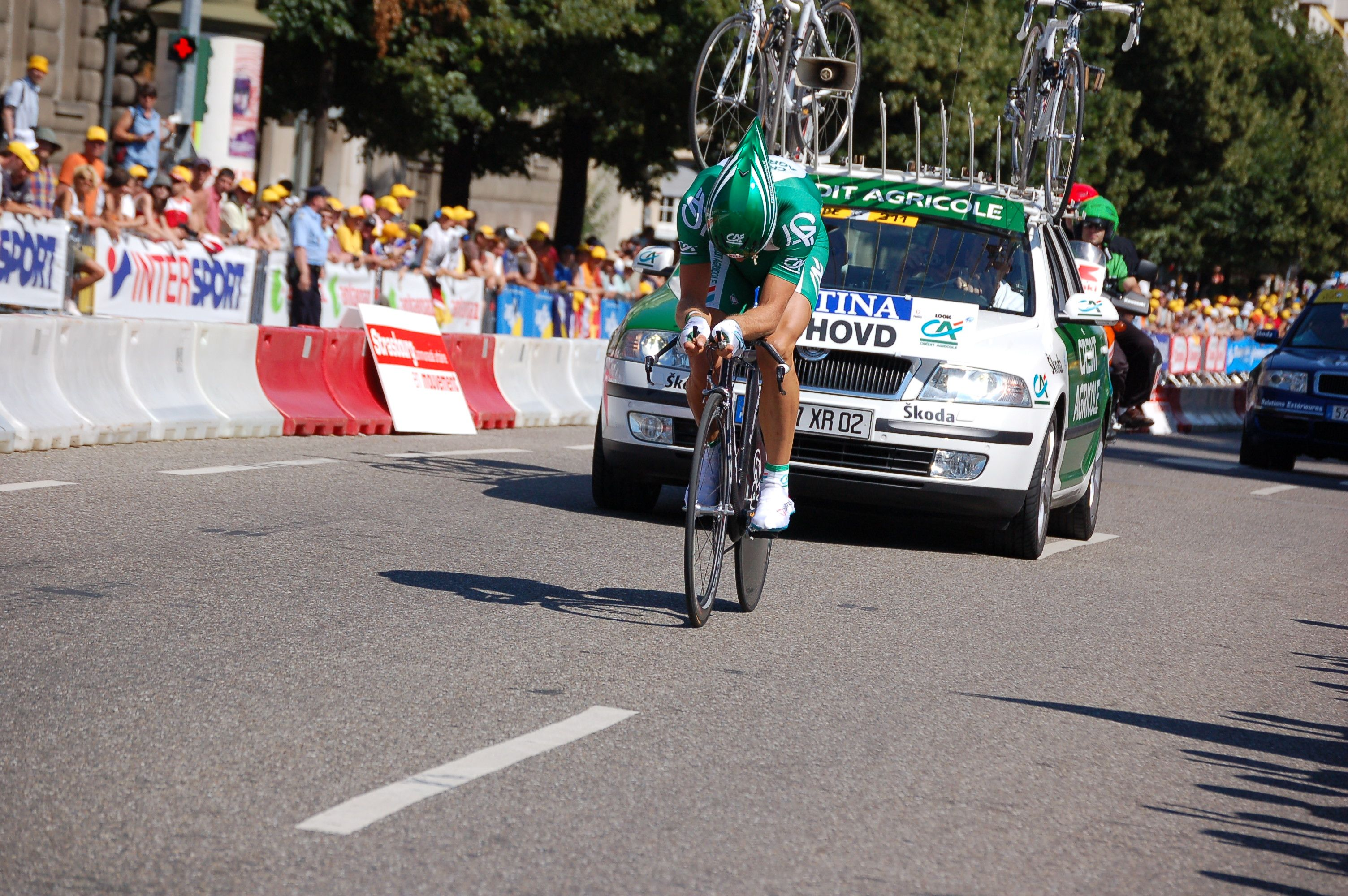
Thor Hushovd au prologue du Tour de France 2006

La saison 2006 est l'une de ses meilleures avec une victoire à Gand-Wevelgem, une victoire d'étape au Critérium du Dauphiné libéré, au Tirreno-Adriatico et au Tour de Catalogne.   
Sur le Tour de France, il remporte le prologue et porte donc à nouveau le maillot jaune.
Il le perd après un accident au sprint lors de la 1er étape où il est frappé par un gant géant de supporter et doit être transporté à l'hôpital. Il reprend cependant rapidement le maillot jaune au soir de la 2e étape. Il le perd à nouveau lors de la 3e étape. Il remporte également la prestigieuse étape finale sur les Champs-Élysées, mais doit se contenter de la troisième place du classement par points. 
Durant le Tour d'Espagne, il remporte la 6e étape et termine deuxième des 2e, 3e, 4e, 13e et 21e étapes. Il porte le maillot or de la 3e à la 5e étape et remporte le maillot bleu du classement par points.

#### 2007
Thor Hushovd est aligné sur le Tour d'Italie pour la première fois en 2007. Il termine en deuxième position lors de 7e étape, mais est désigné vainqueur de l'étape à la suite du contrôle antidopage positif d'Alessandro Petacchi. Il abandonne lors de la 12e étape. En juillet, il est impliqué dans une chute collective provoquée par le sprinteur allemand Erik Zabel lors de la 2e étape du Tour de France, mais cela ne l’empêche pas de remporter deux jours plus tard, un nouveau sprint très disputé lors de la 4e étape.

#### 2008
En 2008, Thor Hushovd remporte le prologue et le classement par points de Paris-Nice, et une étape du Tour de Catalogne, du Tour Méditerranéen et des Quatre Jours de Dunkerque.
Avant le départ du Tour de France, il fait partie des grands favoris à la victoire finale du maillot vert. Il remporte la 2e étape, et endosse le maillot vert au soir de la 5e étape, mais le perd finalement face à Óscar Freire. Il ne participe pas aux Jeux olympiques d'été en 2008, après s'être retiré de la sélection olympique norvégienne. Plus tard dans la saison, il décide de ne pas participer aux championnats du monde à cause de la fatigue endurée sur le Tour de France et à cause de maladies.
À la suite de la disparition de l'équipe Crédit agricole à la fin de la saison 2008, il s'engage avec l'équipe suisse Cervélo.

### 2009-2010: Cervélo

#### 2009: Podium sur Paris-Roubaix et maillot vert du Tour de France

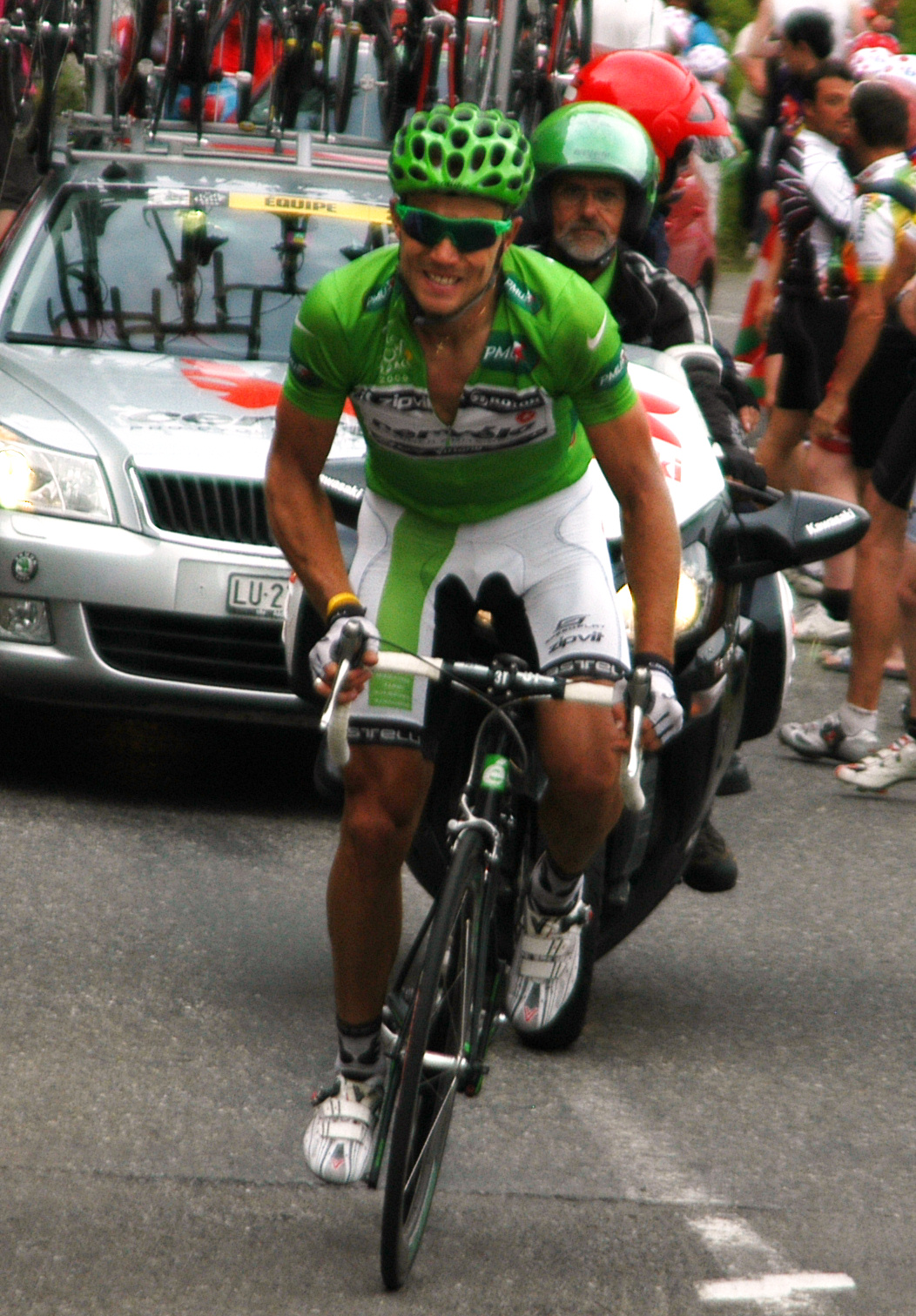
Thor Hushovd avec le maillot vert lors du Tour de France 2009

Thor Hushovd rejoint Cervélo en 2009. Il commence la saison 2009 par une victoire au Circuit Het Nieuwsblad, et termine à la troisième place de Milan-San Remo ainsi qu'à la troisième place de Paris-Roubaix. Lors de cette course, il chute dans le secteur pavé du Carrefour de l'Arbre après s’être fait accrocher par une banderole publicitaire. Il remporte aussi une étape du Tour de Californie et deux étapes du Tour de Catalogne.
En juillet, il obtient sa septième victoire d'étape sur le Tour de France en remportant le sprint de la 6e étape dans les rues de Barcelone. Il remporte le classement par point après avoir battu son adversaire direct Mark Cavendish. Ce dernier gagne plus d'étapes que lui, mais Hushovd engrange des points importants lors de certaines étapes de montagne difficiles comme lors de la 7e étape entre Barcelone et Andorre-Arcalis.

#### 2010: Champion du monde
Thor Hushovd commence la saison 2010 par une sixième place à Kuurne-Bruxelles-Kuurne. Il termine aussi à la sixième place de Milan-San Remo. Lors du Paris-Roubaix il doit se contenter de la deuxième place derrière Fabian Cancellara. En mai, il se casse la clavicule, mais est de retour à la compétition à temps pour pouvoir participer au championnat de Norvège sur route qu'il remporte pour la deuxième fois. 
Il termine le sprint final de la 2e étape du Tour de France en bonne position. L'étape est cependant neutralisée à la demande des coureurs en signe de protestation contre sa dangerosité. Les commissaires du Tour de France décide alors de ne pas attribuer les points à l'arrivée, ce qui empếche Hushovd de revêtir le maillot vert. Le lendemain, il se rattrape et remporte la 3e étape, longe de 210 kilomètres entre Wanze et Arenberg-Porte du Hainaut. L'étape emprunte plusieurs secteurs pavés. Il s'agit de la huitième victoire d'étape de Thor Hushovd dans le Tour de France. Il participe au Tour d'Espagne dont il remporte une étape, et se prépare pour les championnats du monde sur route.
Il devient champion du monde sur route le 3 octobre 2010 à Geelong, en Australie, après être resté dans le peloton durant les 260 kilomètres de course. Le peloton rattrape les coureurs partis en échappée à 3 kilomètres de la ligne d’arrivée. Un groupe de 25 coureurs se présente pour le sprint final. Hushovd suit Matti Breschel qui lance le sprint des 250 mètres, déborde par la gauche et l'emporte devant Matti Breschel et Allan Davis.

### 2011: Garmin-Cervélo

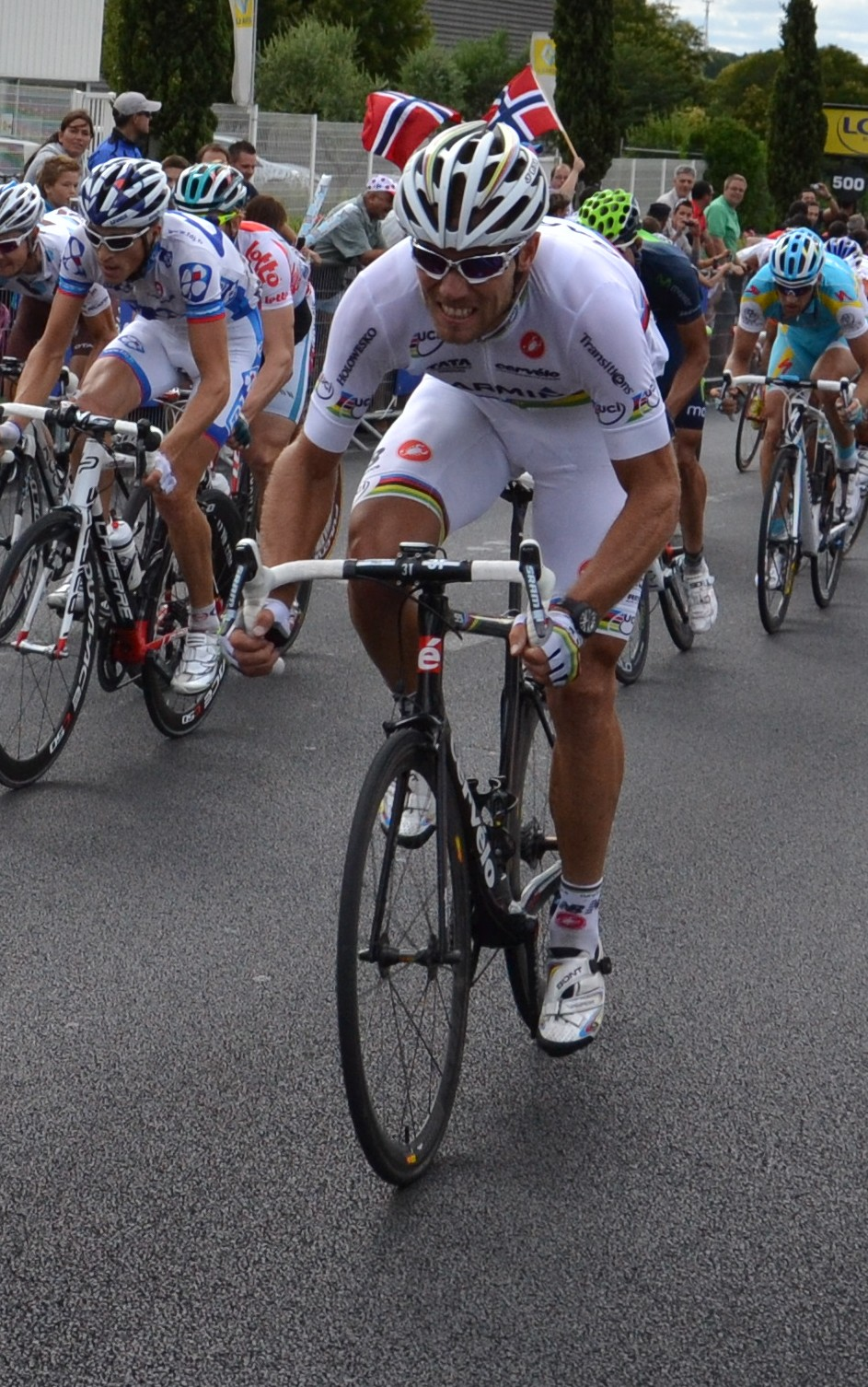
Thor Hushovd avec le maillot de champion du monde sur le Tour de France 2011

À la suite de l'arrêt de la formation Cervélo, Hushovd rejoint en 2011 l'équipe Garmin-Cervélo. Il se fixe pour but de remporter Paris-Roubaix et est nommé capitaine de son équipe pour les classiques. C'est cependant son coéquipier Johan Vansummeren qui le remporte. Hushovd n'obtient la moindre victoire jusqu'au 14 juin et une victoire d'étape au Tour de Suisse. 
Peu de temps avant le Tour de France, il déclare que son objectif n'est pas de remporter le maillot vert mais plutôt de remporter une étape et de porter le maillot jaune. Il commence par terminer en troisième position lors de la première étape, et remporte le contre-la-montre par équipe de la 2e étape avec l'équipe Garmin-Cervélo. Il endosse le maillot jaune pour la troisième fois et le garde jusqu’à la 3e étape. Il remporte la 13e étape après être parti en échappée avec Jérémy Roy et David Moncoutié et gagne en solitaire. Il part une nouvelle fois en échappée au centième kilomètre de la 16e étape en compagnie de huit autres coureurs. Il s'impose au sprint devant Edvald Boasson Hagen et remporte ainsi sa dixième victoire d'étape sur le Tour de France. En septembre, il remporte la 4e étape du Tour de Grande-Bretagne entre Welshpool et Caerphilly. Il s'impose au sprint après 184 km de course devant Lars Boom (Rabobank).

### 2012-2014: BMC Racing

#### 2012: Saison sans victoire
En 2012, Thor Hushovd rejoint l'équipe BMC Racing pour une durée de trois ans . Souffrant d'une maladie inconnue, il est contraint d'abandonner après seulement six étapes sur le Tour d'Italie et annule sa participation pourtant prévue au Tour de France. Après un nouvel abandon lors du Tour de Pologne, il déclare forfait pour la course en ligne des Jeux olympiques 2012,. La maladie dont il souffre est plus tard diagnostiquée comme un « virus inflammatoire musculaire » par les médecins de son équipe et se révèle finalement être celui provoquant la mononucléose. Par la suite, il arrête sa saison pendant le mois d'août, dans l'attente de nouveaux tests médicaux. Au mois d'octobre, il déclare qu'il espère mettre cette mauvaise année et ce virus de côté et qu'il est optimiste et motivé pour la saison 2013.

#### 2013
Thor Hushovd remporte sa première victoire d'étape depuis celle obtenue au Tour de Grande-Bretagne 2011 en battant au sprint Tom-Jelte Slagter lors de la première étape du Tour du Haut-Var 2013. C'est également sa première victoire sous les couleurs de la formation BMC Racing.
Sélectionné pour la course en ligne des championnats du monde de Florence, il abandonne. Il termine la saison par le Tour de Pékin. Après en avoir gagné la première étape au sprint, il abandonne avant le départ de la troisième étape pour rentrer en Norvège et rejoindre sa fille qui est hospitalisée.

#### 2014: Dernière saison

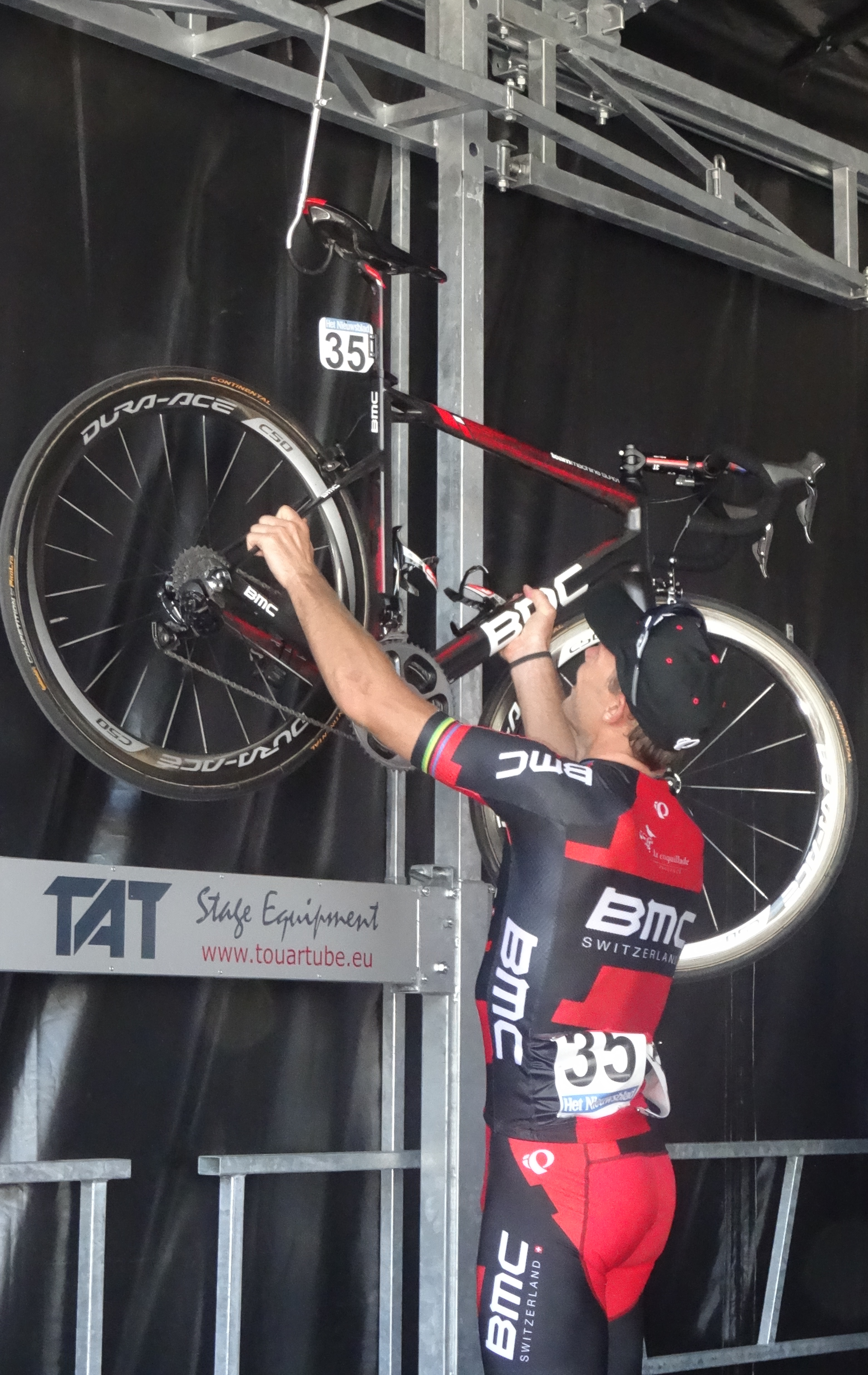
Thor Hushovd raccroche son vélo après la remise des prix du Grand Prix Impanis-Van Petegem dans la cour de la Brasserie Haacht.

Thor Hushovd est en début de saison neuvième de Gand-Wevelgem et quatorzième de Paris-Roubaix. En juin, alors que sa non-participation au championnat de Norvège et au Tour de France est officielle, Thor Hushovd annonce la fin de sa carrière à l'issue de cette saison. Il déclare ne pas avoir retrouvé son niveau après avoir contracté une mononucléose en 2012. Sa dernière course est le Grand Prix Impanis-Van Petegem en septembre.

## Après carrière
En 2015, Thor Hushovd annonce qu'il a commencé à travailler sur l'organisation d'une équipe World Tour norvégienne, avec un plan de lancement pour la saison 2017, qui coïncide avec l'organisation des Championnats du monde de cyclisme sur route 2017, dans la ville norvégienne de Bergen,. Le projet n'a cependant pas abouti.
En 2018, il devient consultant à la télévision norvégienne sur Norway TV2.

## Style
Avant de devenir professionnel, Thor Hushovd se distingue tout particulièrement dans le domaine du sprint, tout en se révélant performant en contre-la-montre ainsi que dans des côtes. Une fois passé professionnel, son domaine de prédilection reste le sprint. Il est cependant polyvalent et figure parmi les sprinteurs les plus performants lors de passages en montagne, ce qui l'aide à remporter, notamment, à deux reprises le maillot vert du classement par points du Tour de France.

## Vie personnelle
Thor Hushovd s'est marié avec Susanne Haaheim le 20 octobre 2007. Ils ont une fille prénommée Isabel née en 2009 et un fils, Niklas, né le 20 juillet 2012. Ils résident à Monte-Carlo, et ont une résidence secondaire à Grimstad en Norvège.

## Palmarès, classements, résultats et récompenses

### Palmarès amateur
| - 1995 - Champion des Pays nordiques du contre-la-montre juniors - Champion de Norvège du contre-la-montre juniors - 1996 - Champion de Norvège sur route juniors - Champion de Norvège du contre-la-montre juniors - 10e du championnat du monde du contre-la-montre juniors - 1998 - Champion du monde du contre-la-montre espoirs - Paris-Roubaix espoirs - Grand Prix de Villers-Outréaux - Paris-Tours espoirs - 2e du Grand Prix des Nations espoirs - 5e du championnat d'Europe du contre-la-montre espoirs - 5e du championnat du monde sur route espoirs | - 1999 - Annemasse-Bellegarde et retour - Prix des Coteaux d'Aix - Grand Prix de Vougy - Tour du Loir-et-Cher : - Classement général - 1re, 6e et 7e (contre-la-montre) étapes - Ringerike Grand Prix : - Classement général - 2e, 4e et 5e étapes - 5e étape du Tour de Suède - 1re et 2e étapes de la Transalsace - Prix des Falaises - Prix du Léon - 6e du championnat du monde du contre-la-montre espoirs |  |

### Palmarès professionnel
| - 2000 - 3e, 4e et 5e étapes du Ringerike Grand Prix - 1re étape du Tour de l'Oise et de Picardie - Prologue du Tour de l'Ain - 2e du Ringerike Grand Prix - 2e du Grand Prix de Denain - 5e de la HEW Cyclassics - 7e du contre-la-montre des Jeux olympiques de Sydney - 2001 - 5e étape du Tour de France (contre-la-montre par équipes) - Tour de Suède : - Classement général - 1rea (contre-la-montre) et 3e étapes - Tour de Normandie : - Classement général - Prologue, 1re et 4e étapes - Classement général de Paris-Corrèze - 4e de Paris-Tours - 2002 - Champion de Norvège du contre-la-montre - 18e étape du Tour de France - 2e étape du Tour de l'Ain - 3e du championnat de Norvège sur route - 2003 - 1re étape du Tour de Castille-et-León - 2e étape du Critérium du Dauphiné libéré - Grand Prix Jef Scherens - 3e du Tour du Limousin - 10e du Grand Prix Ouest-France de Plouay - 2004 - Champion de Norvège sur route - Champion de Norvège du contre-la-montre - Classement final de la Coupe de France - Classic Haribo - Grand Prix de Denain - Tour de Vendée - 3e étape de l'Étoile de Bessèges - 1re et 2e étapes du Tour du Languedoc-Roussillon - 1re étape du Critérium du Dauphiné libéré - 8e étape du Tour de France - 3e de Cholet-Pays de Loire - 3e du Grand Prix de Fourmies - 2005 - Champion de Norvège du contre-la-montre - 1re étape des Quatre Jours de Dunkerque - 7e étape du Tour de Catalogne - 1re étape du Critérium du Dauphiné libéré - Classement par points du Tour de France - 4e étape du Tour du Limousin - 5e étape du Tour d'Espagne - 3e de Milan-San Remo - 5e de Gand-Wevelgem - 9e de Paris-Roubaix - 9e de l'Eindhoven Team Time Trial - 2006 - 4e étape de Tirreno-Adriatico - Gand-Wevelgem - 3e étape du Tour de Catalogne - 7e étape du Critérium du Dauphiné libéré - Prologue et 20e étape du Tour de France - Tour d'Espagne : - Classement par points - 6e étape - 2e de la Classic Haribo - 4e de Paris-Tours | - 2007 - 7e étape du Tour d'Italie - 4e étape du Tour de France - 2e du championnat de Norvège sur route - 2e du Grand Prix de Plouay - 3e du Grand Prix de Wallonie - 8e de Paris-Tours - 8e de l'Eindhoven Team Time Trial - 2008 - 1re étape du Tour méditerranéen - Prologue de Paris-Nice - 6e étape des Quatre Jours de Dunkerque - Prologue et 1re étape du Tour de Catalogne - 2e étape du Tour de France - 3e du Het Volk - 9e de Milan-San Remo - 2009 - 3e étape du Tour de Californie - Circuit Het Nieuwsblad - Prologue et 5e étape du Tour de Catalogne - Tour de France : - Classement par points - 6e étape - 4e étape du Tour du Poitou-Charentes - 3e étape du Tour du Missouri - 3e du championnat de Norvège sur route - 3e de Milan-San Remo - 3e de Paris-Roubaix - 2010 - Champion du monde sur route - Champion de Norvège sur route - 3e étape du Tour de France - 6e étape du Tour d'Espagne - 2e de Paris-Roubaix - 6e de Milan-San Remo - 2011 - 4e étape du Tour de Suisse - 2e (contre-la-montre par équipes), 13e et 16e étapes du Tour de France - 4e étape du Tour de Grande-Bretagne - 3e du championnat de Norvège sur route - 4e du Grand Prix de Plouay - 8e de Paris-Roubaix - 2013 - Champion de Norvège sur route - 1re étape du Tour du Haut-Var - 3e étape du Tour d'Autriche - 3e et 5e étapes du Tour de Pologne - Arctic Race of Norway : - Classement général - 2e et 4e étapes - 1re étape du Tour de Pékin - 2e du championnat de Norvège du contre-la-montre - 6e du Grand Prix de Plouay - 8e de la Vattenfall Cyclassics - 2014 - 9e de Gand-Wevelgem |  |

### Classiques et championnats du monde
| Année | Milan-San Remo | Gand-Wevelgem | Tour des Flandres | Paris-Roubaix | HEW/Vattenfall Cyclassics | Paris-Tours | Championnats du monde |
| ----- | -------------- | ------------- | ----------------- | ------------- | ------------------------- | ----------- | --------------------- |
| 2000  | -              | -             | -                 | 63e           | 5e                        | 75e         | 109e                  |
| 2001  | 48e            | 11e           | 56e               | -             | 96e                       | 4e          | -                     |
| 2002  | 73e            | 70e           | 81e               | 33e           | 23e                       | 28e         | 142e                  |
| 2003  | -              | -             | -                 | -             | 118e                      | -           | -                     |
| 2004  | -              | -             | 39e               | 17e           | 97e                       | -           | -                     |
| 2005  | 3e             | 5e            | 31e               | 9e            | -                         | 23e         | -                     |
| 2006  | 13e            | Vainqueur     | 14e               | -             | -                         | 4e          | -                     |
| 2007  | -              | 11e           | 60e               | 43e           | -                         | 8e          | 19e                   |
| 2008  | 9e             | 15e           | 27e               | -             | -                         | -           | -                     |
| 2009  | 3e             | -             | -                 | 3e            | -                         | -           | Abandon               |
| 2010  | 6e             | -             | 56e               | 2e            | -                         | -           | Vainqueur             |
| 2011  | 127e           | 70e           | 53e               | 8e            | 65e                       | -           | 169e                  |
| 2012  | -              | 48e           | 55e               | 14e           | -                         | -           | -                     |
| 2013  | Abandon        | 17e           | Abandon           | 35e           | 8e                        | -           | Abandon               |

### Résultats sur les grands tours

#### Tour de France
11 participations
- 2001 : abandon (12e étape), vainqueur de la 5e étape (contre-la-montre par équipes)
- 2002 : 112e, vainqueur de la 18e étape
- 2003 : 118e
- 2004 : 104e, vainqueur de la 8e étape,  maillot jaune pendant 1 jour
- 2005 : 116e,  vainqueur du classement par points
- 2006 : 120e, vainqueur du prologue et de la 20e étape,  maillot jaune pendant 2 jours
- 2007 : 139e, vainqueur de la 4e étape
- 2008 : 99e, vainqueur de la 2e étape
- 2009 : 106e,  vainqueur du classement par points, vainqueur de la 6e étape
- 2010 : 111e, vainqueur de la 3e étape
- 2011 : 68e, vainqueur de la 2e (contre-la-montre par équipes), 13e et 16e étapes,  maillot jaune pendant 7 jours

#### Tour d'Espagne
3 participations
- 2005 : abandon (11e étape), vainqueur de la 5e étape
- 2006 : 82e,  vainqueur du classement par points, vainqueur de la 6e étape,  maillot or pendant 3 jours
- 2010 : non-partant (17e étape), vainqueur de la 6e étape

#### Tour d'Italie
2 participations
- 2007 : abandon (12e étape), vainqueur de la 7e étape
- 2012 : abandon (6e étape)

### Classements mondiaux
| Année                  | 2005 | 2006 | 2007 | 2008 | 2009 | 2010 | 2011 | 2012 | 2013 | 2014 |
| ---------------------- | ---- | ---- | ---- | ---- | ---- | ---- | ---- | ---- | ---- | ---- |
| Classement ProTour     | 34e  | 11e  | 25e  | 72e  |      |      |      |      |      |      |
| Calendrier mondial UCI |      |      |      |      | 17e  | 28e  |      |      |      |      |
| UCI World Tour         |      |      |      |      |      |      | 36e  | 227e | 85e  | 145e |
| UCI America Tour       |      |      |      |      | 8e   |      |      |      |      |      |
| UCI Europe Tour        |      |      |      |      | 54e  | 249e |      |      |      |      |
| UCI Oceania Tour       |      |      |      |      |      | 2e   |      |      |      |      |

### Récompenses
- Sportif norvégien de l'année : 2010
- Personnalité norvégienne de l'année : 2010
- Trophée de l'Association internationale des journalistes de cyclisme en 2011[52]